# Genetikai betegségekkel együttjáró számolási zavarok
Számos genetikai betegség és rendellenesség együtt jár számolási zavarokkal. Ezek a genetikai rendellenességekkel együtt járó számolási zavarok, amelyek teljességgel különböznek az ún. diszkalkuliás állapottól.

## A diszkalkulia és a genetikai betegségek okozta számolási zavarok megkülönböztetésének szükségessége
A matematikai képességek zavarai számos formában jelentkezhetnek, sokszor tipikus, normál fejlődés és egyébként normálisnak mondható intelligenciaszint mellett is megjelennek – ekkor beszélünk diszkalkuliáról, amely fejlődési címkét (fejlődési diszkalkulia) kapja akkor, ha a zavar gyermekkortól kezdve fennáll (az oka ennek egyelőre ismeretlen), és szerzett diszkalkuliáról beszélünk akkor, amennyiben valamilyen szerzett zavar, így például agysérülés, agyvérzés esetén bizonyos agyterületek sérülése nyomán jelentkeznek matematikai problémák. Ezekkel azonban szembe kell állítanunk a matematikai képességek zavarát azokban az esetekben, amennyiben azok valamilyen genetikai probléma kapcsán jelennek meg, az ezzel élő gyermekek, személyek ugyanis általában alacsony intelligenciahányadossal rendelkeznek, és a numerikus képességeik mellett számos más területen is zavart szenvednek.
Számos genetikai zavar esetén tehát beszámoltak számolási zavarokról, így a velocardiofaciális szindróma, a Turner-szindróma, a Törékeny X-szindróma, a Down-szindróma, a Williams-szindróma esetén.

## Down-szindróma
Az intellektuális lemaradás, a tanulási nehézségek egyik leggyakoribb genetikai okaként ismert ez a rendellenesség. Gyakorisága 800 születés esetén 1 személy, oka egy extra 21-es kromoszóma.
A fejlődés az első életévben hasonlít leginkább a tipikus fejlődésű gyermekekére, később progresszív lassulás figyelhető meg. Leggyakrabban középsúlyos intellektuális elmaradást mutatnak, az intelligenciaszint átlaga körülbelül 50 körüli.
A nyelvfejlődés tekintetében is késés mutatkozik a Down-szindrómás személyeknél, amely leginkább az expresszív („kifejező”) nyelvi területeken megfigyelhető, így például beszéd esetén. A vizuális feldolgozás terén jobb teljesítményt mutatnak, mint a hallás esetében. A nonverbális kognitív fejlődésben is elmaradás észlelhető, a rövid távú memória, az emlékezeti felidézés is érintettek.

### Numerikus zavarok Down-szindróma esetén
A numerikus képességeket és a Down-szindróma kapcsolatát célzó vizsgálatokból kiderült, hogy a Down-szindrómásoknak általában problémájuk van a számosság fogalmával; a probléma komolysága összefüggésben áll az általános kognitív képességeik szintjével. Kapcsolatba hozták továbbá a nyelvtani megértést (nyelvtani szerkezetek megértését) és a numerikus képességeket, azonban ez utóbbi nem járt együtt a receptív szókinccsel.
Sarah J. Paterson és munkatársai 2006-os vizsgálatában a Down-szindrómás babák nem tettek különbséget a kis mennyiségek között sem, a szubitizációs feladatot sikertelenül oldották meg (azaz, a kettes és a hármas mennyiségek között nem tudtak különbséget tenni, ugyanannyi ideig nézték azokat – az úgynevezett nézéspreferencia vizsgálatok esetén a még verbális kommunikációra nem képes gyermekeknél az ingerek közötti különbségtétel képességét vizsgálják. A kutatók ekkor azt feltételezik, hogy amennyiben a bemutatott ingereket szignifikánsan eltérő ideig nézi a baba, azok között különbséget tud tenni).
Idősebb vizsgált személyek esetén azt találták, hogy nehézségeik voltak a számok sorrendjével kapcsolatban (a „melyik szám következik most?” kérdésre rossz válaszokat adtak.)
Több kutató azt állította (már a hetvenes és nyolcvanas években), hogy a Down-szindrómával élő gyerekek számolása ismétlési technikán alapul, a számtani műveletekkel kapcsolatos fogalmakat pedig nem értik meg. Összehasonlítva kortársaikkal, általában sokkal rosszabbul teljesítenek egy, számukra új számolási feladatban. Azonban, egy másik vizsgálatban (Caycho, Gunn és Siegal 1991-ben, lásd Nye és munkatársai cikkét), amikor nem azonos életkorú, hanem azonos fejlődési szintű, viszont tipikus fejlődésű csoporttal hasonlították össze őket, nem volt jelentős eltérés a teljesítményükben. Ekkor a szerzők arra következtettek, hogy sokkal inkább a nyelvi kompetenciáikkal hozható összefüggésbe a matematikai teljesítmény, mint magával a szindrómával, illetve, ahogy Paterson és munkatársai vizsgálatából is kitűnik, valószínűleg ugyanolyan úton, csak jóval lassabban fejlődik Down-szindróma esetén ez a numerikus képesség.

### Idegrendszeri változások a Down-szindróma esetén
A Down-szindróma idegrendszeri hátterével kapcsolatban a legfontosabb megemlíteni, hogy a parietális szürkeállománya relatív megtartott volumenű, összehasonlítva a tipikus kontrollcsoportéval. Ez azért tekinthető érdekes eredménynek, mert a numerikus képességek kapcsán igen nagy a szerepe a parietális lebenynek, és bár számos más számprobléma esetén ezen az agyterületen atipikus fejlődés, a normáltól eltérő működés figyelhető meg, a Down-szindróma esetén ezzel nem találkozunk.

## Velocardiofaciális szindróma (Shprintzen-szindróma)
A velocardiofaciális szindróma (VCFS), más néven 22q11.2 deléciós szindróma a 22-es kromoszóma deléciója. Az élő felnőttek és gyerekek főbb jellegzetességei közé tartoznak a faciális (leggyakrabban szájpaddal kapcsolatos) és szívrendszeri anomáliák, késés a fejlődésben, kognitív rendellenességek és alkalmanként pszichiátriai rendellenességek. A probléma gyakorisága 1:3000-hez, a mentális retardációt okozó genetikai rendellenességek közül a második leggyakoribb.
Az átlag intelligenciaszint általában éppen hogy a normál tartomány alá tehető, az átlagos IQ értékek 71 és 78 közé esnek.
Elmondható, hogy a nonverbális képességeik sokkal nagyobb mértékben szenvednek sérülést, mint a nyelvvel kapcsolatba hozhatók (bár sok esetben a nyelv esetében is megmutatkozik bizonyos mértékű késés); a performatív IQ sokszor alacsonyabb, mint a verbális. Így például nem-verbális feldolgozásban, téri-vizuális képességekben és a matematika területén is megmutatkoznak hiányosságok. Az olvasás és betűzés területén viszonylagos jó teljesítményt nyújtanak, bár ezt kevesebb vizsgálat célozta meg.

### Numerikus zavarok velocardiofaciális szindróma esetén
A velocardiofaciális szindrómával élő személyek esetén a numerikus problémamegoldás, a számokkal végzett manipuláció, továbbá a nyelvi formából számokká konvertálás, az idő kifejezése mind zavart szenvedhet, továbbá a pénz kezelése, és a tizedesjegyek, törtek feldolgozása is problémás lehet.
Stephan Eliez és munkatársai 2001-ben VCFS személyek matematikai teljesítményének és különböző, a matematikával összefüggésbe hozható, már említett agyi területek (elsősorban parietális területek) összefüggéseit vizsgálták képalkotó eljárásukkal. Vizsgálatukban átlagosan 15 és fél éves velocardiofaciális szindrómával élő személyek és közel 16 éves kontroll társaik vettek részt. Az egyszerű kísérleti fázisnál öt, 2 tagú összeadási és kivonási feladatokat kaptak a személyek, amelyek eredménye lehetett helyes (1 + 2 = 3), vagy helytelen (5 – 2 = 4). A nehezebb részek esetén 5, 3-3 tagból álló összeadást/kivonást kaptak, szintén helyes (6 – 3 + 5 = 8), vagy helytelen ( 6 + 2 – 3 = 4) megoldással. Ezeket több, mint 5 másodpercig (5250 ms) látták a személyek, a feladatok (ingerek) között eltelt idő háromnegyed másodperc (750 ms) volt. A feladat az volt, hogy amennyiben a képernyőn látható művelet eredménye a helyes szám, nyomjanak meg egy gombot. Az említett feladatok esetén a vizsgált, velocardiofaciális szindrómás személyek jelentősen rosszabbul teljesítettek (mindössze 82,9%-ban adtak helyes válaszokat), mint a tipikus fejlődésű kontroll csoport (97,1%-os eredmény).
Tony J. Simon és munkatársai vizsgálatukban kimutatták, hogy a klasszikus távolsági hatás, amely szintén posterior parietális agyi területekhez köthető, nem jelent meg a velocardiofaciális szindrómával élő személyeknél, ők ekkor új komplex viselkedésmintázatot mutattak, nem volt ugyanis jelentős eltérés a távolsági hatást mérő feladatokra adott válaszok reakcióidejében.

### Idegrendszeri változások a velocardiofaciális szindróma esetén
Bár még nem tisztázott, hogy a VCFS esetén milyen idegrendszeri mechanizmusok és struktúrák sérülése, vagy atipikus működése okozza a fent említett problémákat, több bizonyíték is utal rá, hogy a rendellenesség okaként fellelhető gén sérülése a frontális lebeny és a parietális lebeny területein is okoz elváltozást: Többek között Eliez és munkatársai MRI cikkükben (amelynek eredményeit fentebb, a VCFS numerikus zavarainál tárgyalom) kimutatták, hogy már korábban említett, és a numerikus feldolgozásban nagy szerepet játszó parietális lebenyben mind a szürke-, mind a fehérállomány mérete csökkent VCFS esetén, illetve, hasonló elváltozások a frontális lebeny tekintetében is megmutatkoztak.

## Turner-szindróma
A Turner-szindróma a leggyakoribb nemi kromoszóma-rendellenesség, a két X-kromoszóma közül az egyik részleges vagy teljes hiányát jelenti, gyakorisága egyes statisztikák szerint 1:2000, mások szerint 1:2500-5000. Az intelligenciaszint gyakran normál tartományban van, azonban egyes vizsgálatok szerint akár a Turner-szindrómával élő, és vizsgált személyek 30% esetén mutatkozhatnak intellektuális elmaradások.

### Numerikus zavarok a Turner-szindróma esetén
Turner szindróma esetén a performációs, a nonverbális teljesítmény rosszabb, mint a verbális, azon belül is leginkább a téri-vizuális feladatokban teljesítenek rosszul. Általában tanulási nehézségek, a figyelmi funkciók romlása, a rövid távú memória és a végrehajtó funkciók zavarai, téri-vizuális problémák mellett a matematikai gondolkodással kapcsolatos problémák állnak fent ezeknél a személyeknél.
Nehézségeik adódnak a matematikai műveletekkel, ezeken belül is gyakran a kivonással, továbbá problémák mutatkoznak a nagy számokkal történő operálás esetén, szubitizáció kapcsán és kognitív becsléskor is. Mindezek kortól függetlenek, és az ösztrogén segítségével végzett mástünet-csökkentése mellett sem javulnak.

### Idegrendszeri változások a Turner-szindróma esetén
A Turner szindróma esetén egyes vizsgálatok szerint bilaterális, mindkét oldali parietális lebeny szürkeállományának volumen-csökkenés figyelhető meg, míg más tanulmányok inkább a jobb intraparietális sulcus szürkeállományának volumenében, Nicolas Molko és munkatársai (2004) illetve az intraparietális sulcus mélységében, és a superior temporális sulcus mélységében megfigyelhető csökkenésről számoltak be.

## Williams-szindróma
A probléma sajátos idegrendszeri zavarnak tekinthető, gyakorisága 1:20000, oka a 7q11.23 kromoszómasáv deléciója, amely legalább 15 gént érint. Sokszor megjelenik mentális retardáció, azonban a relatív jó nyelvi és kommunikációs képességek miatt ez nem olyan nyilvánvaló.
A verbális tesztekben elért eredményeik jobbak, mint a téri-vizuális területeken mutatottak, elsősorban a matematika, az írás és a rajzolás tekintetében mutatkoznak deficitek. Egy vizsgálatban például a Williams-szindrómás felnőttek a matematikai (és olvasási) képességek terén 6-8 éves gyermekek szintjén teljesítettek.

### Numerikus zavarok a Williams-szindróma esetén
Egy longitudinális vizsgálatban 1996-ban azt az eredményt találták, miszerint mind 12, mind később, 21 éves korban a Williams szindrómás személyek jóval az életkoruknak megfelelő szint alatt, 8 mentális év körüli teljesítményt nyújtottak a numerikus képességek terén. Ezek az eredmények azt sugallják, hogy viszonylag állandó és jóval az életkoruk alatti a teljesítményük az említett területen.
Sarah J. Paterson és munkatársai vizsgálatában a Williams szindrómás csecsemők szubitizációs feladatban a tipikusan fejlődő babákhoz hasonló teljesítményt nyújtottak, azaz ebben a korban meg tudták különböztetni a 2 és 3 mennyiségeket (a familiarizációs próbák után, azaz miután megismertették velük az egyik – 2 vagy 3 – mennyiséget, a másikra, az újdonságra jobban felfigyeltek, azt hosszabb ideig nézték).
A Williams-szindrómás tizenévesek és felnőttek azonban már szintén Patersonék vizsgálatában nem mutatták kortársaikhoz hasonló teljesítményt, nem mutatták a klasszikus távolsági hatást, azaz ugyanannyi idő alatt különböztettek meg két, egymáshoz közel álló számot (2 és 3), mint két, egymástól távolabbit (2 és 6), amely hatás azonban mind Down-szindrómás, mind tipikus fejlődésű kontrollcsoportok esetében megmutatkozott. A többi csoporthoz viszonyítva továbbá a Williams-szindrómával élő személyek teljesítettek a legrosszabbul, az ő teljesítményük volt a legpontatlanabbnak tekinthető.
A számok feldolgozásával, számítások elvégzésével is problémáik adódtak, további problémáik voltak 25-től 35-ig történő számolásban, illetve kifejezetten a visszafelé számlálásban. A számok sorrendjének felidézése is nehézséget okozott.

## Törékeny (fragilis) X-szindróma
A leggyakoribb öröklött mentális retardáció, amely mellett gyakran megjelenik tanulási zavar is. Gyakorisága vizsgálatonként mást mutat, fiúk között körülbelül 1:2000-ra tehető. Megjelenik sokszor figyelemzavar, koncentrációs problémák, késik a nyelv- és a beszédfejlődés.
Számolási feladatok során fMRI eljárással a tipikus fejlődésű kontrollcsoporthoz képest eltérő aktivációs-dezaktivációs mintázat volt megfigyelhető, a jobb intraparietális sulcus csökkent aktivációja jelent meg a nagy számokkal végzett pontos számolás feladatában.